# Steve Coogan
Stephen John Coogan (Middleton, Nagy-Manchester, Anglia, 1965. október 14. –) többszörös BAFTA-díjas brit színész, humorista, producer, forgatókönyvíró. 
Karrierje az 1980-as években kezdődött a Spitting Image című szatirikus bábsorozatban. A nyolcvanas években reklámokban is szerepelt. 1999-ben Henry Normallal együtt megalapította a Baby Cow Productions céget.

## Fiatalkora és családja
Stephen John Coogan 
1965. október 14-én született Middletonban Kathleen és Tony Coogan gyermekeként. Anyja háziasszony volt, míg apja az IBM-nél dolgozott. Négy testvére és egy nővére van. Katolikus hitben nevelkedett. Elmondása szerint "alsó-középosztálybeli" vagy "felsőbb munkásosztálybeli" családban nőtt fel. Bátyja, Brendan az 1977-es Top Gear című sorozat műsorvezetője lett, míg Martin a The Mock Turtles együttes énekese lett.
Coogan anyja ír származású és Mayo megyéből származik. Apja szintén ír származású. Coogan a St. Margaret Mary's Roman Catholic Primary Schoolban és a Cardinal Langley Roman Catholic High Schoolban tanult. Elmondása szerint boldog gyerekkora volt.

## Pályafutása
Karrierjét humoristaként kezdte, majd reklámokban volt bemondó, illetve a Spitting Image sorozatban szinkronizált.
Elmondása szerint szereti titokban tartani a dolgokat, illetve sosem akart híres lenni; a hírnevet ugyanis "mellékterméknek" tartja.

## Magánélete
2002-ben vette feleségül Caroline Hickman-t, 2005-ben váltak el. Három évig China Chow modellel járt. 2011 márciusában Elle Basey modellel kezdett randevúzni. 2014-ig voltak együtt. Van egy lánya, Clare Jane Coogan-Cole.
Habár katolikus hitben nevelkedett, jelenleg ateista. A Manchester United FC szurkolója. Autórajongó; több Ferrari tulajdonosa volt, de rájött, hogy az autók fenntartása többe kerül, mintha egy magánrepülőgépet venne.

## Filmográfia

### Film

#### Forgatókönyvíró és producer
| Év   | Magyar cím                      | Eredeti cím                                                               | Feladatkör | Feladatkör | Megjegyzések |
| Év   | Magyar cím                      | Eredeti cím                                                               | Író        | Producer   | Megjegyzések |
| ---- | ------------------------------- | ------------------------------------------------------------------------- | ---------- | ---------- | ------------ |
| 1994 |                                 | Steve Coogan: Live 'n' Lewd'                                              | Igen       | Nem        |              |
| 1998 |                                 | Steve Coogan: The Man Who Thinks He's It                                  | Igen       | Vezető     |              |
| 2001 |                                 | An Appointment with Dr Terrible                                           | Igen       | Vezető     | rövidfilm    |
| 2001 | Széfbe zárt igazság             | The Parole Officer                                                        | Igen       | Nem        |              |
| 2003 |                                 | More Great Comedy Moments                                                 | Igen       | Nem        |              |
| 2005 |                                 | Dating Ray Fenwick                                                        | Nem        | Vezető     | rövidfilm    |
| 2005 |                                 | Boosh Music                                                               | Nem        | Vezető     |              |
| 2005 |                                 | Alan Meets Roger Daltrey                                                  | Igen       | Nem        |              |
| 2005 |                                 | Alan Partridge's Top Teen Tunes.                                          | Igen       | Nem        |              |
| 2006 | Hósüti                          | Snow Cake                                                                 | Nem        | Vezető     |              |
| 2006 |                                 | The 10th Man                                                              | Nem        | Vezető     | rövidfilm    |
| 2009 |                                 | What Goes Up                                                              | Nem        | Vezető     |              |
| 2009 |                                 | Steve Coogan Live: As Alan Partridge and Other Less Successful Characters | Igen       | Vezető     |              |
| 2013 |                                 | Alan Partridge: Alpha Papa                                                | Igen       | Vezető     |              |
| 2013 | Philomena – Határtalan szeretet | Philomena                                                                 | Igen       | Vezető     |              |
| 2013 |                                 | Gus and His Dirty Dead Dad                                                | Nem        | Vezető     |              |
| 2016 |                                 | Alan Partridge's Scissored Isle                                           | Igen       | Vezető     | rövidfilm    |
| 2016 |                                 | Dancer                                                                    | Nem        | Vezető     |              |
| 2016 |                                 | Mindhorn                                                                  | Nem        | Vezető     |              |
| 2018 | Ideális otthon                  | Ideal Home                                                                | Nem        | Vezető     |              |
| 2018 | Forró hangulat                  | Hot Air                                                                   | Nem        | Vezető     |              |
| 2019 | Az én Zoém                      | My Zoe                                                                    | Nem        | Vezető     |              |
| 2022 | Az elveszett király             | The Lost King                                                             | Igen       | Igen       |              |

#### Színész
| Év   | Magyar cím                                     | Eredeti cím                                        | Szerep                                             | Magyar hang       |
| ---- | ---------------------------------------------- | -------------------------------------------------- | -------------------------------------------------- | ----------------- |
| 1989 | Háborús amnézia                                | Resurrected                                        | fiatal                                             |                   |
| 1995 | Indián a szekrényben                           | The Indian in the Cupboard                         | Tommy Atkins                                       | Gáspár András     |
| 1996 | Békavári uraság                                | The Wind in the Willows                            | Vakond                                             | Kerekes József    |
| 1996 | Békavári uraság                                | The Wind in the Willows                            | Vakond                                             | Csankó Zoltán     |
| 1998 | Kölcsön bosszú                                 | Sweet Revenge                                      | Bruce Tick                                         | Lippai László     |
| 2001 | Széfbe zárt igazság                            | The Parole Officer                                 | Simon Garden                                       | Fesztbaum Béla    |
| 2002 | Non-stop party arcok                           | 24 Hour Party People                               | Tony Wilson                                        |                   |
| 2003 | Kávé és cigaretta                              | Coffee and Cigarettes                              | önmaga                                             | Nagy Ervin        |
| 2004 | Elátkozott Ella                                | Ella Enchanted                                     | Heston, a kígyó (hangja)                           | Varga T. József   |
| 2004 | 80 nap alatt a Föld körül                      | Around the World in 80 Days                        | Phileas Fogg                                       | Széles Tamás      |
| 2005 | Hepiendek                                      | Happy Endings                                      | Charley Peppitone                                  | Epres Attila      |
| 2005 | Bikatöke                                       | A Cock and Bull Story                              | Tristram Shandy / Walter Shandy / önmaga           |                   |
| 2006 | Alibi – Ha hiszed, ha nem                      | The Alibi                                          | Ray Elliot                                         | Háda János        |
| 2006 | Éjszaka a múzeumban                            | Night at the Museum                                | Octavius                                           | Tahi Tóth László  |
| 2006 | Marie Antoinette                               | Marie Antoinette                                   | Mercy nagykövet                                    | Dévai Balázs      |
| 2007 |                                                | For the Love of God (rövidfilm)                    | Graham (hangja)                                    |                   |
| 2007 | Vaskabátok                                     | Hot Fuzz                                           | fővárosi rendőrfelügyelő (stáblistán nem szerepel) | Karácsonyi Zoltán |
| 2008 | Szesz, szex és steksz                          | Finding Amanda                                     | Michael Henry                                      | Katona Zoltán     |
| 2008 | Mesék a folyópartról                           | Tales of the Riverbank                             | Roderick (hangja)                                  |                   |
| 2008 | Trópusi vihar                                  | Tropic Thunder                                     | Damien Cockburn                                    | Kaszás Gergő      |
| 2008 | Hamlet 2.                                      | Hamlet 2                                           | Dana Marschz                                       | Kautzky Armand    |
| 2009 |                                                | What Goes Up                                       | Campbell Babbitt                                   |                   |
| 2009 | Egy kis gubanc                                 | In the Loop                                        | Paul Michaelson                                    |                   |
| 2009 | Éjszaka a múzeumban 2.                         | Night at the Museum: Battle of the Smithsonian     | Octavius                                           | Tahi Tóth László  |
| 2010 | Villámtolvaj – Percy Jackson és az olimposziak | Percy Jackson & the Olympians: The Lightning Thief | Hadész                                             | Csankó Zoltán     |
| 2010 | Marmaduke – A kutyakomédia                     | Marmaduke                                          | Mazsi (hangja)                                     | Széles Tamás      |
| 2010 | Pancser Police                                 | The Other Guys                                     | David Ershon                                       | Schnell Ádám      |
| 2010 |                                                | The Trip                                           | önmaga                                             |                   |
| 2011 | A lökött tesó                                  | Our Idiot Brother                                  | Dylan Anderson                                     | Sarádi Zsolt      |
| 2012 | Fejbenjáró bűn                                 | Ruby Sparks                                        | Langdon Tharp                                      | Sarádi Zsolt      |
| 2012 | Maisie tudja                                   | What Maisie Knew                                   | Beale                                              | Kautzky Armand    |
| 2013 | A szenvedély királya                           | The Look of Love                                   | Paul Raymond                                       | Kaszás Gergő      |
| 2013 |                                                | Alan Partridge: Alpha Papa                         | Alan Partridge                                     |                   |
| 2013 | Gru 2.                                         | Despicable Me 2                                    | Silas Ramsbottom (hangja)                          | Dunai Tamás       |
| 2013 | Philomena – Határtalan szeretet                | Philomena                                          | Martin Sixsmith                                    | Kautzky Armand    |
| 2014 |                                                | The Trip to Italy                                  | önmaga                                             |                   |
| 2014 | Éjszaka a múzeumban – A fáraó titka            | Night at the Museum: Secret of the Tomb            | Octavius                                           | Tahi Tóth László  |
| 2014 | Pörgés                                         | Northern Soul                                      | Mr. Banks                                          | Fekete Zoltán     |
| 2015 | Minyonok                                       | Minions                                            | Flux professzor (hangja)                           | Epres Attila      |
| 2015 | Minyonok                                       | Minions                                            | Koronaőr (hangja)                                  | Nagypál Gábor     |
| 2016 |                                                | Shepherds and Butchers                             | Johan Webber                                       |                   |
| 2016 | A kis kedvencek titkos élete                   | The Secret Life of Pets                            | Ózon, a szfinx macska (hangja)                     | Scherer Péter     |
| 2016 | A kis kedvencek titkos élete                   | The Secret Life of Pets                            | Reginald (hangja)                                  |                   |
| 2016 | Kivétel és szabály                             | Rules Don't Apply                                  | Nigel Briggs ezredes                               | Tarján Péter      |
| 2016 |                                                | Mindhorn                                           | Peter Eastman                                      |                   |
| 2017 | A vacsora                                      | The Dinner                                         | Paul Lohman                                        | Epres Attila      |
| 2017 | Gru 3.                                         | Despicable Me 3                                    | Silas Kosülep (hangja)                             | Dunai Tamás       |
| 2017 | Gru 3.                                         | Despicable Me 3                                    | Fritz (hangja)                                     | Szacsvay László   |
| 2017 |                                                | The Trip to Spain                                  | önmaga                                             |                   |
| 2018 | Ideális otthon                                 | Ideal Home                                         | Erasmus Brumble                                    |                   |
| 2018 |                                                | Irreplaceable You                                  | Mitch                                              |                   |
| 2018 | Forró hangulat                                 | Hot Air                                            | Lionel Macomb                                      |                   |
| 2018 | Holmes és Watson                               | Holmes & Watson                                    | Gustav Klinger (stáblistán nem szerepel)           | Debreczeny Csaba  |
| 2018 | Stan és Pan                                    | Stan & Ollie                                       | Stan Laurel                                        | Schnell Ádám      |
| 2019 | A professzor és az őrült                       | The Professor and the Madman                       | Frederick James Furnivall                          | Schnell Ádám      |
| 2019 | Kapzsiság                                      | Greed                                              | Sir Richard McCreadie                              |                   |
| 2020 |                                                | The Trip to Greece                                 | önmaga                                             |                   |
| 2022 | Minyonok: Gru színre lép                       | Minions: The Rise of Gru                           | Silas Kosülep (hangja)                             | Dunai Tamás       |
| 2022 | Az elveszett király                            | The Lost King                                      | John Langley                                       |                   |
| 2024 | Gru 4.                                         | Despicable Me 4                                    | Silas Kosülep (hangja)                             | Fillár István     |
| 2024 | Joker: Kétszemélyes téboly                     | Joker: Folie à Deux                                | Paddy Meyers                                       | Kautzky Armand    |
| 2024 |                                                | The Penguin Lessons                                | Tom Michell                                        |                   |

### Televízió
- Spitting Image (1988-1993)
- Harry (1993)
- Knowing Me, Knowing You with Alan Partridge (1994-1995)
- Mesék a kriptából VII. (1996)
- Megbundázott mérkőzések (1997)
- Én, Alan Partridge (1997-2002)
- Alice Tükörországban (1998)
- Robbie, a rénszarvas (1999)
- Robbie, a rénszarvas 2. - Az elveszett törzs legendája (2002)
- Angolkák (2006)
- Saxondale (2006-2007)
- Félig üres (2007)
- Pokoli szomszédok (2010)
- Marvin (2010)
- Mid Morning Matters with Alan Partridge (2010-2016)
- The Trip (2010-2020)
- A Simpson család (2012)
- Zapped (2016-2018)
- This Time with Alan Partridge (2019-2021)

## Könyvei
- Easily Distracted (2015)[29]

## Diszkográfia
- 1994 - Live 'N' Lewd
- 1998 - Live – The Man Who Thinks He's It
- 2003 - Paul and Pauline Calf's Cheese and Ham Sandwich
- 2009 - As Alan Partridge And Other Less Successful Characters – Live